# Henry Keith, Baron Keith of Kinkel
Henry Shanks Keith, Baron Keith of Kinkel GBE PC QC (* 7. Februar 1922 in Edinburgh; † 21. Juni 2002) war ein britischer Jurist, der zuletzt als Lord of Appeal in Ordinary gemäß dem Appellate Jurisdiction Act 1876 als Life Peer auch Mitglied des House of Lords war.

## Leben
Henry Keith war der Sohn von James Keith, Baron Keith of Avonholm, der zuletzt zwischen 1953 und 1964 ebenfalls als Lordrichter Mitglied des House of Lords war. Er selbst studierte nach dem Besuch der Edinburgh Academy zunächst am Magdalen College der University of Oxford und schloss dieses Studium mit einem Master of Arts (M.A.). Während des Zweiten Weltkrieges leistete er seinen Militärdienst bei den Scots Guards und wurde für seine militärischen Verdienste im Kriegsbericht erwähnt (Mentioned in Despatches) sowie zuletzt zum Captain befördert.
Nach Kriegsende begann Keith ein Studium der Rechtswissenschaften an der University of Edinburgh und schloss dieses Studium mit einem Bachelor of Laws (LL.B.) ab. Nach der anwaltlichen Zulassung bei der Rechtsanwaltskammer (Inns of Court) von Gray’s Inn nahm er 1951 eine Tätigkeit als Barrister auf. Für seine anwaltlichen Verdienste wurde er 1962 zum Kronanwalt (Queen’s Counsel) ernannt.
Nach zwanzigjähriger Tätigkeit als Rechtsanwalt wechselte Keith 1971 in den richterlichen Dienst und wurde mit dem Titel Lord Keith Richter am Obersten Zivilgericht Schottlands, dem Court of Session, und war damit zeitgleich Senator of the College of Justice, der aus den drei obersten Gerichten Schottlands besteht. 1976 erfolgte darüber hinaus seine Ernennung zum Privy Councillor sowie sogenannten „Bencher“ der Rechtsanwaltskammer von Gray’s Inn.
Zuletzt wurde Keith durch ein Letters Patent vom 10. Januar 1977 gemäß dem Appellate Jurisdiction Act 1876 als Life Peer mit dem Titel Baron Keith of Kinkel, of Strathtummel in the District of Perth and Kinross, zum Mitglied des House of Lords in den Adelsstand berufen und wirkte bis zu seinem Eintritt in den Ruhestand am 30. September 1996 als Lordrichter (Lord of Appeal in Ordinary).
1997 wurde Lord Keith of Kinkel als Knight Grand Cross des Order of the British Empire ausgezeichnet.
Aus seiner 1955 geschlossenen Ehe mit Alison Hope Alan Brown hatte er vier Söhne und eine Tochter.